# Rajna-balpart vasútvonal

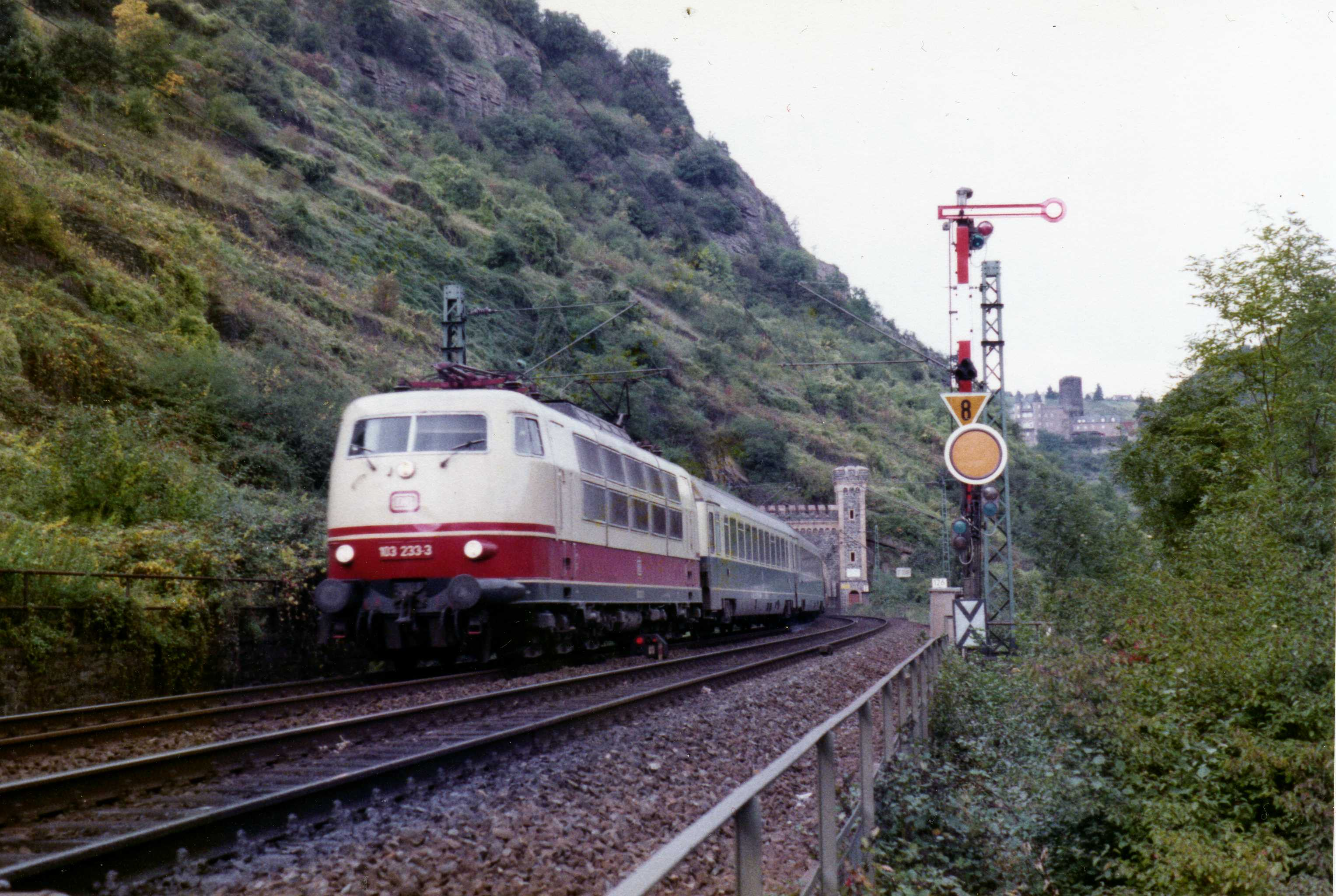
IC vonat egy DB 101 sorozatú villamos mozdonnyal 1984-ben

A Rajna-balpart vasútvonal egy kétvágányú, 181 km hosszúságú, normál nyomtávolságú, 15 kV 16,7 Hz-cel villamosított vasútvonal Köln és Mainz között, miközben érinti Bonn, Koblenz és Bingen városokat is. A vasútvonal végig a Rajna bal partján fut, innen kapta a nevét is. Elsősorban tehervonatok közlekednek rajta, a távolsági személyszállító vonatok a Köln–Frankfurt nagysebességű vasútvonalat használják. Egyike Németország legforgalmasabb, legtúlterheltebb vonalainak. Egyaránt közlekednek itt távolsági ICE és IC és regionális vonatok. A tehervonatok főleg a jobb parti vonalat használják. A vonatok maximális sebessége 160 km/h.
A vasútvonal végig a Rajna völgyében halad, érintve a Rajna-szurdokot is, mely a világörökség része.

## Története
1844. február 15-én nyílt meg a vasútvonal első szakasza, melyet a Bonn-Cölner Eisenbahn-Gesellschaft vasúttársaság építtetett.
1959-ben villamosították.
A nyolcvanas években a Rajna-balparti vasút egyre inkább a német vasúti hálózat szűk keresztmetszetévé vált. Már 1970-ben is a 252 munkanapi teljes teherforgalom mellett átlag naponta irányonként 121 vonat közlekedett a Rajna-balparti vonalon Bonn és Bad Godesberg közt, a Rajna-jobbparti vonalon (Troisdorf és Unkel közt) 145 vonat/irány/nap értéket tett ki a forgalom. Az 1980-as évek végére a vonatok 70%-a a Rajna-balparti vonalon közlekedett, a maradék mintegy harmad - nagyrészt tehervonatok - pedig a jobbparti vonalon.
A nagy forgalom miatt a vasútvonal meglehetősen hangos, a folyton közlekedő vonatok állandó zajt keltenek, ami miatt sok panasz éri a vonalat. A zajterhelés csökkentésére több ötlet is felmerült, de végleges megoldás még nem született.

## Állomások

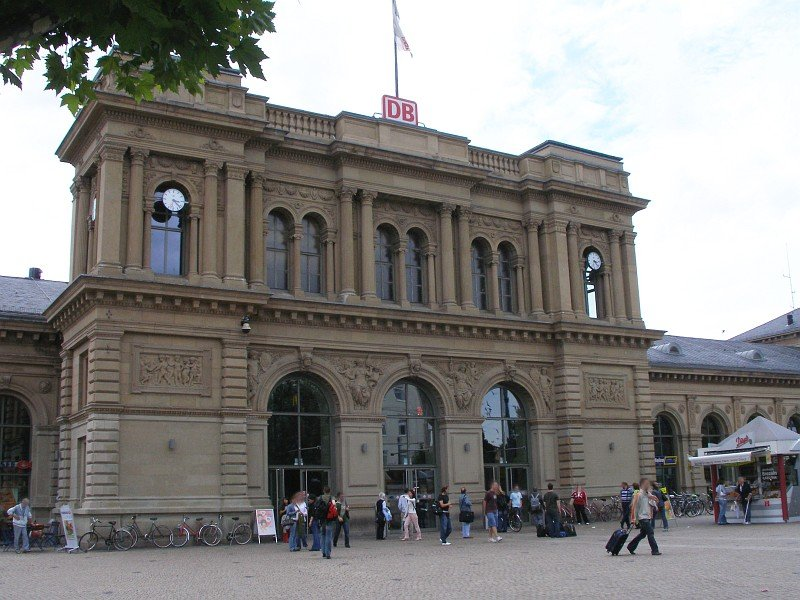
Mainz Hauptbahnhof
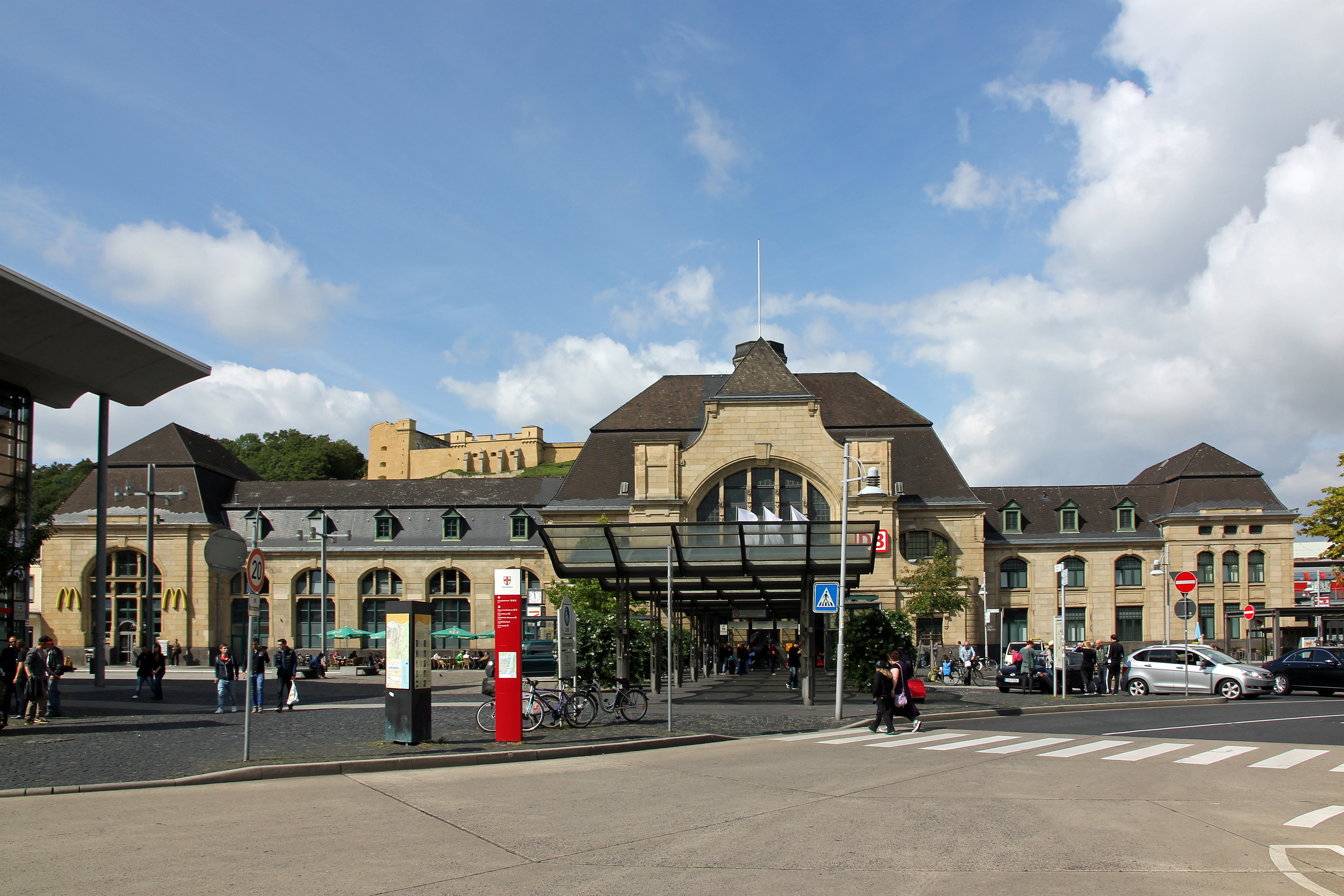
Koblenz Hauptbahnhof
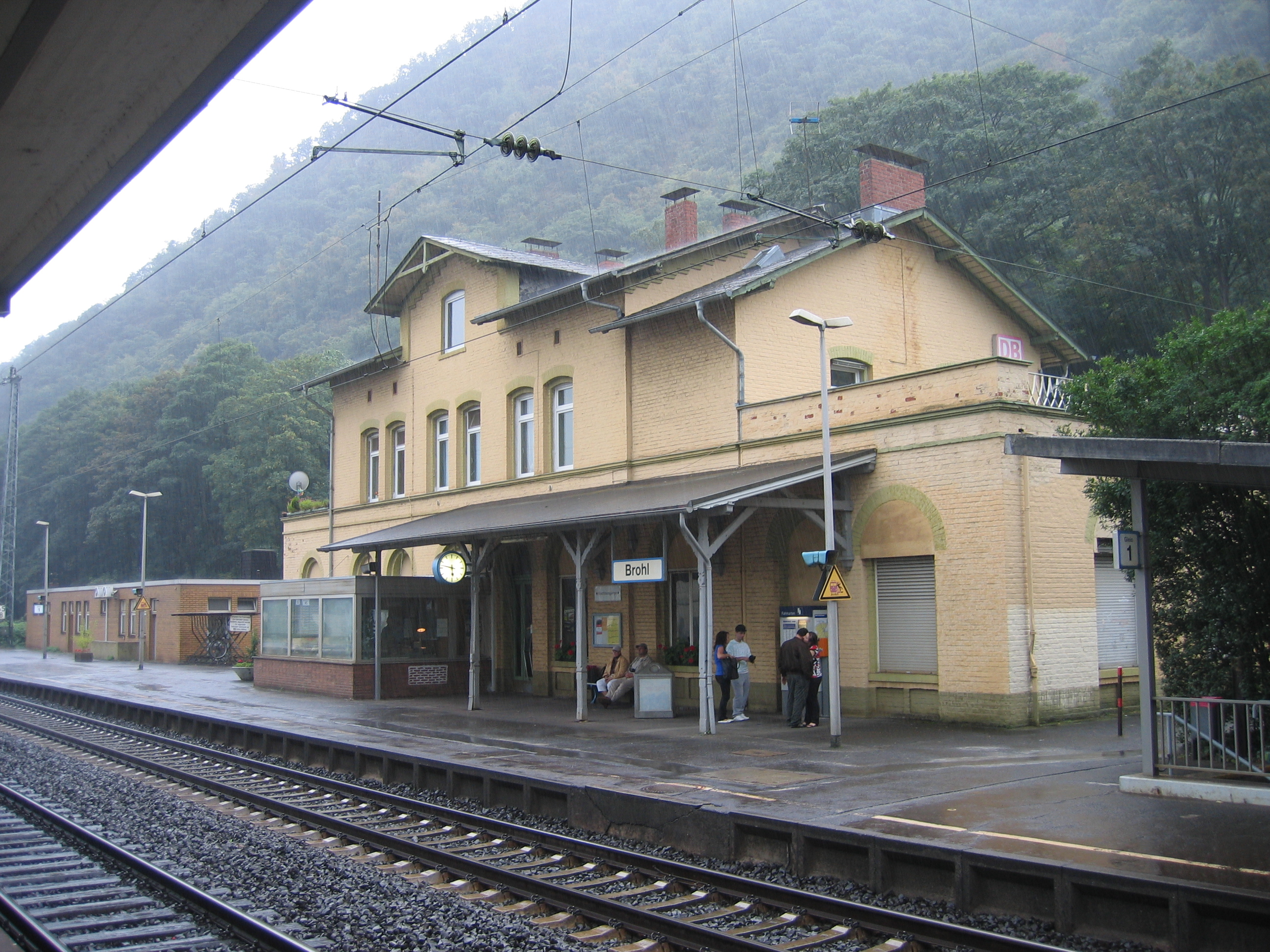
Bahnhof Brohl
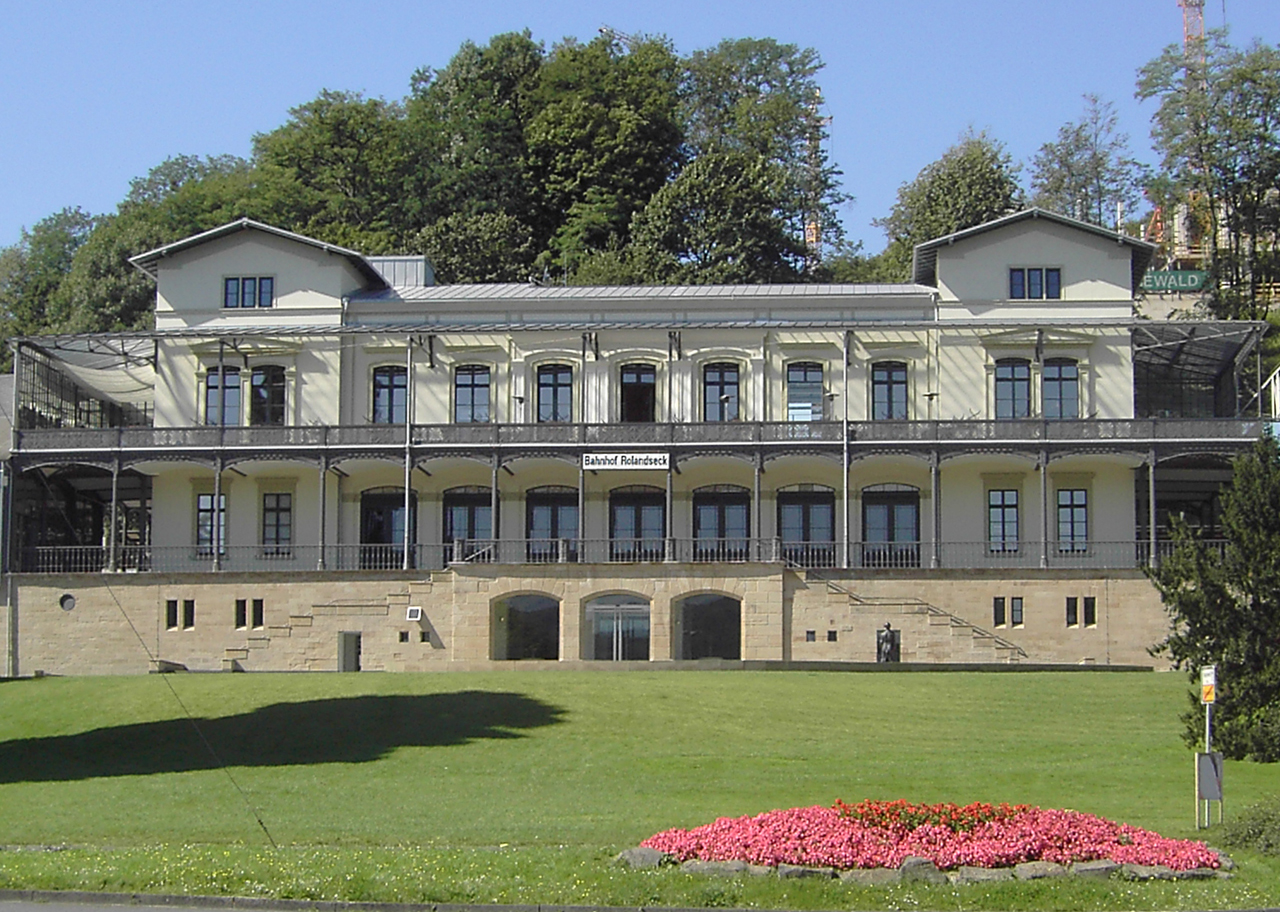
Bahnhof Rolandseck
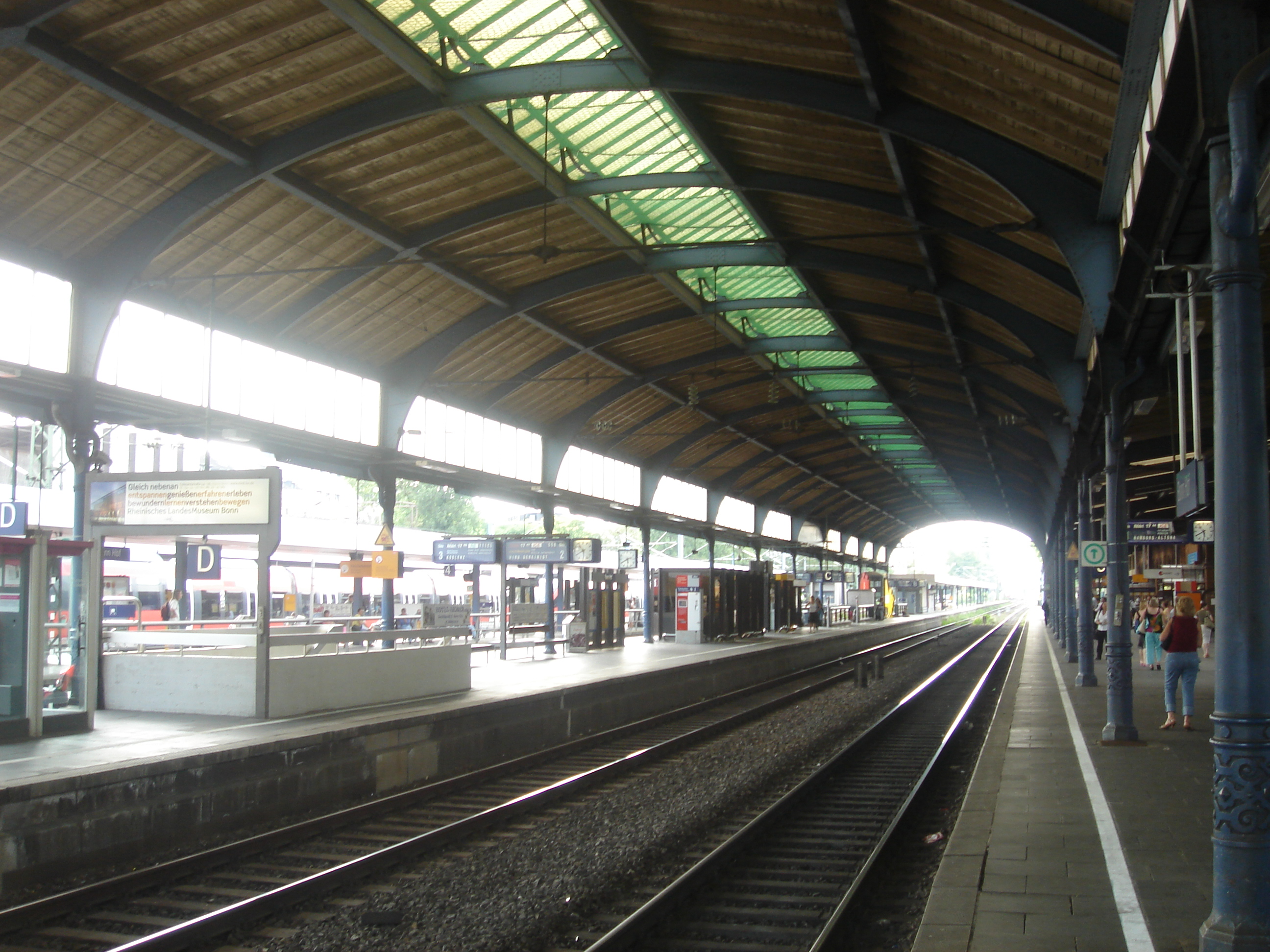
Bonn Hauptbahnhof
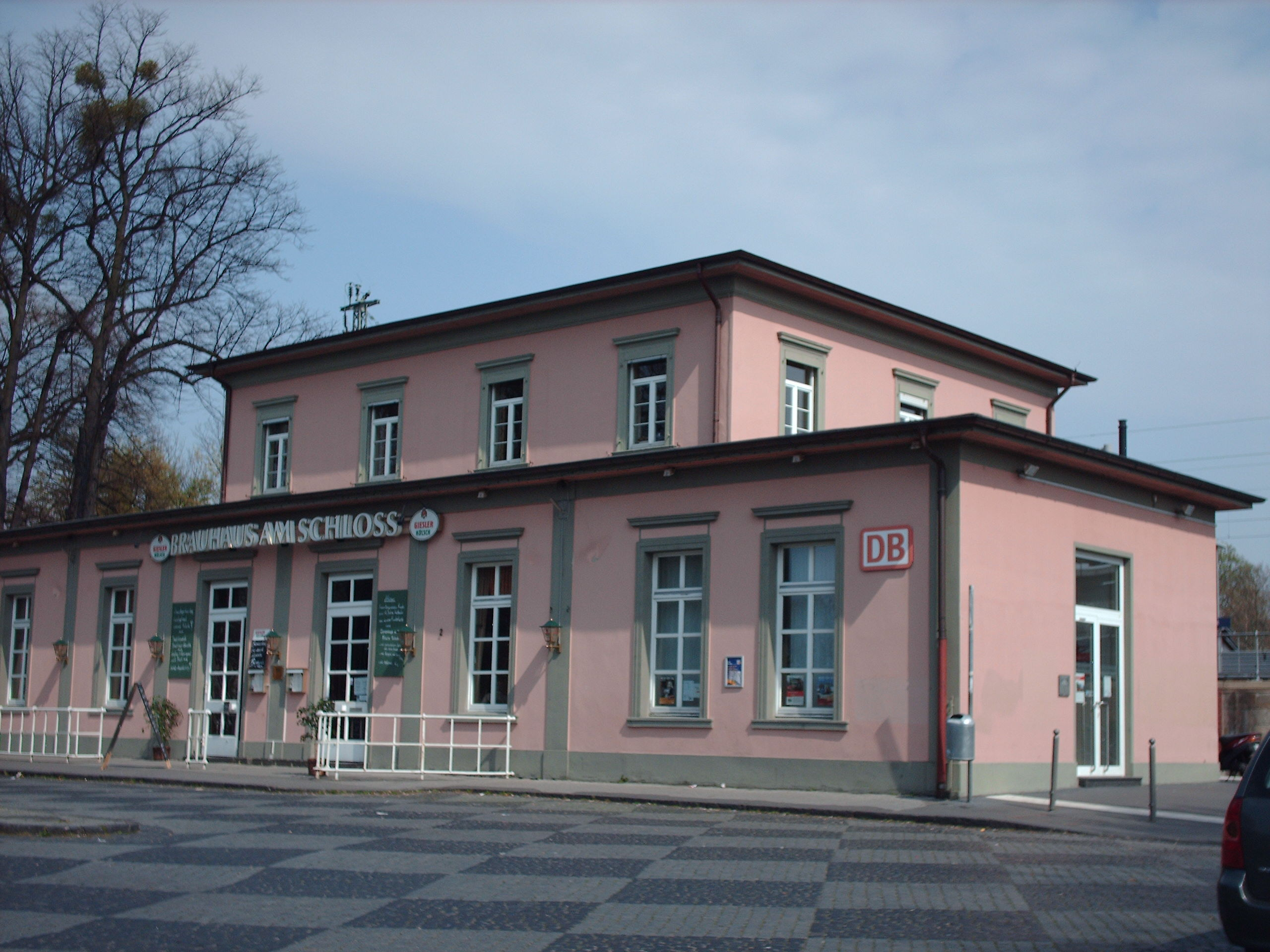
Bahnhof Brühl
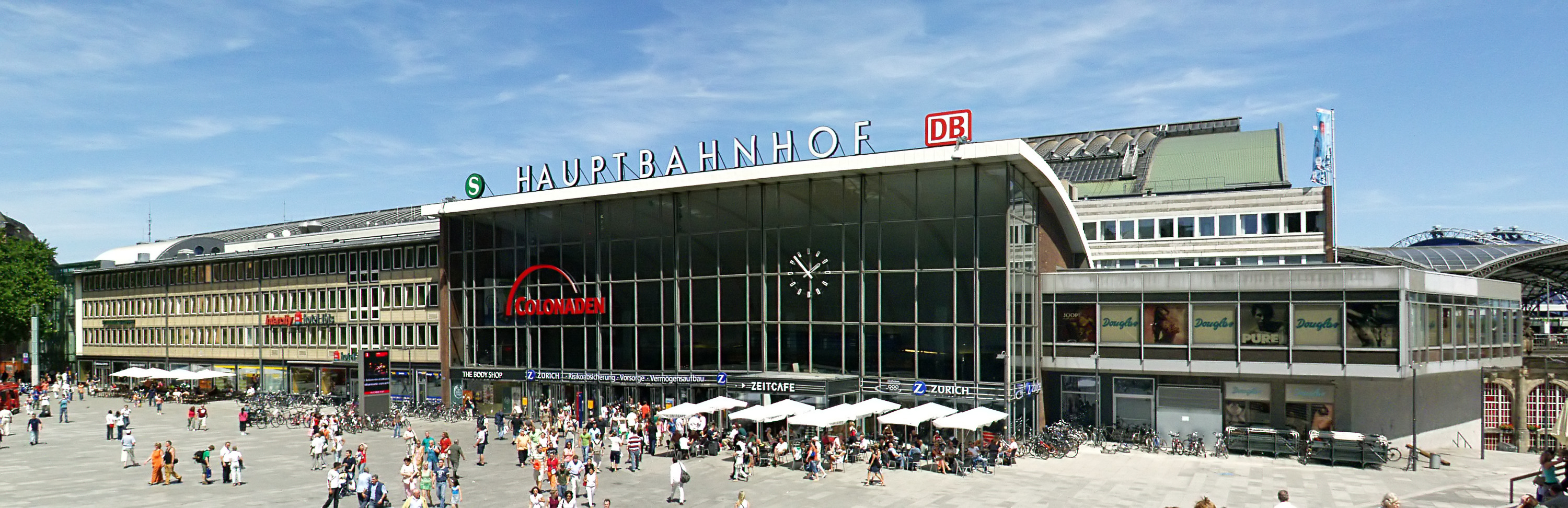
Köln Hauptbahnhof